# أنانيا بانداي
أنانيا بانداي (بالإنجليزية: Ananya Panday)‏ هي ممثلة هندية تعمل في الأفلام الهندية. ولدت 30 أكتوبر 1998 وهي ابنة الممثل شانكي باندي، بدات بالتمثيل في عام 2019 بدور رئيسي في الفيلم المراهقين طالب السنة 2، ثم ظهرت في الفيلم الكوميدي باتي باتني أور ووه. فازت بانداي بجائزة فيلم فير لأفضل ممثلة صاعدة عن دورها في فيلم طالب السنة 2.

## النشأة
ولد بانداي للممثل شانكي باندي في 30 أكتوبر 1998. تخرجت من مدرسة ديروبهاي أمباني الدولية في عام 2017. شاركت في حدث Le Bal des débutantes لمجلة فانيتي فير في باريس في عام 2017.

## المهنة
ظهرت بانداي لأول مرة كممثلة في عام 2019 مع الفيلم المراهقين طالب السنة 2 ، وشاركت في البطولة مع تايجر شروف وتارا سوتاريا، الفيلم من إنتاج شركة دارما للإنتاج. إحدى النقاد لموقع Scroll.in ، قالت أن «بانداي أظهرت إمكانيات في فيلم غير ناجح». كان أداء الفيلم ضعيفًا في شباك التذاكر. ظهرت بانداي بعد ذلك في فيلم باتي باتني أور ووه (2019)، وهو إعادة إنتاج لفيلم صدر عام 1978 يحمل نفس الاسم، شاركت البطولة مع كارتيك أريان وبهومي بيدنيكار. لعبت بانداي في الفيلم دور سكرتيرة تنغمس في علاقة غرامية مع رجل متزوج، جمع الفيلم إجمالي يبلغ 1.15 مليار يورو (16 مليون دولار أمريكي)، وكان ناجح في شباك التذاكر. فازت بانداي بجائزة فيلم فير لأفضل ممثلة صاعدة عن دورها في فيلم طالب السنة 2.
أعمال باندي القادمة هي دور البطولة في فيلم الحركة كالي بيلي، وتشارك في بطولته مع الممثل إيشان خاطر، وفي فيلم درامي رومانسي للمخرج شاكون باترا، إلى جانب الممثلة ديبيكا بادوكون والممثل سيدهانت شاتورفيدي. كما أنها ستشارك مع فيجاي ديفيراكوندا في فيلم من إخراج بوري جاغاناده وهو فيلم متعدد اللغات.

## أعمال أخرى
في عام 2019، أطلقت بانداي مبادرة تسمى «إيجايبي للغاية» (So Positive) لخلق الوعي حول التنمر على وسائل التواصل الاجتماعي، ومنع السلبية وبناء مجتمع إيجابي. حصل المشروع على جائزة مبادرة العام في حفل توزيع جوائز إيكونوميك تايمز لعام 2019 .

## وصلات خارجية
- أنانيا بانداي على موقع IMDb (الإنجليزية)
- أنانيا بانداي على موقع قاعدة بيانات الأفلام العربية
- أنانيا بانداي على موقع قاعدة بيانات الفيلم (الإنجليزية)